# Hydnochaete olivacea
Hydnochaete olivacea är en svampart som först beskrevs av Ludwig David von Schweinitz, och fick sitt nu gällande namn av Banker 1914. Hydnochaete olivacea ingår i släktet Hydnochaete och familjen Hymenochaetaceae.   Inga underarter finns listade i Catalogue of Life.